# Zelda Rubinstein
Zelda Rubinstein, född 28 maj 1933 i Pittsburgh, Pennsylvania, död 27 januari 2010 i Los Angeles, Kalifornien, var en amerikansk skådespelare. Rubinstein var främst känd för rollen som mediet Tangina i Poltergeist-filmerna. Rubinstein avled i sviterna av en hjärtinfarkt.
Hon var 130 cm lång.

## Filmografi i urval
- 1982 – Poltergeist
- 1984 – Födelsedagen
- 1986 – Poltergeist II - Den andra sidan
- 1988 – Poltergeist III
- 1992–1994 – Småstadsliv (TV-serie)
- 1998 – Sinbad: The Battle of the Dark Knights
- 2006 – Behind the Mask: The Rise of Leslie Vernon[5]